# Eduardo Koch Müller
Eduardo Koch Müller (Huancabamba, 7 de junio de 1941 - Oxapampa, 28 de febrero de 2019) fue un político peruano. Fue alcalde de la provincia de Oxapampa durante dos periodos consecutivos entre 1984 y 1989. Además fue alcalde del distrito de Huancabamba entre 1993 y 1995 y también durante el Gobierno Militar entre 1968 y 1976.
Nació en el distrito de Huancabamba, provincia de Oxapampa, departamento de Pasco, Perú, el 7 de junio de 1941. Cursó sus estudios primarios en su ñlocalidad natal y los secundarios entre el Colegio Salesiano y el Colegio Nacional Mariano Melgar en la ciudad de Lima. Entre 1954 y 1958 cursó estudios técnico s de mecánica fina en el Instituto Industrial Salesiano.
Miembro del Partido Aprista Peruano, su participación política se inició en las elecciones municipales de 1963 cuando fue elegido regidor del distrito de Huancabamba. En las elecciones municipales de 1966 tentó su elección como alcalde de ese distrito sin éxito. Luego, con el Gobierno Revolucionario de la Fuerza Armada, en 1968 fue designado por los militares para ocupar ese cargo hasta 1976. Con la vuelta de la democracia, fue elegido alcalde de la provincia de Oxapampa en las elecciones municipales de 1983 y reelegido en 1986 ocupando ese cargo hasta 1989. En 1993 fue elegido democráticamente para ocupar nuevamente el cargo de alcalde del distrito de Huancabamba. Tentó su elección como congresista por Pasco en las elecciones generales del 2001, como presidente del Gobierno Regional de Pasco en las elecciones regionales del 2002 y como alcalde de Oxapampa en las elecciones municipales del 2010 sin conseguir la elección en ninguna de estas oportunidades.
Falleció en la ciudad de Oxapampa en febrero del 2019.